# Diiriye Guure
Diiriye Guure (somali: Garaad Diiriye Guure; n. 1860, Buuhoodle⁠(d), Khatumo, Somaliland – d. 11 decembrie 1918, Ciid⁠(d)) a fost rege al Darawiish.
Diiriye Guure a fost al doilea monarh al Casei Shirshoore, succedând tatălui său, Garaad Guure. 
Diiriye Guure a fost al doilea fiu al lui Garaad Guure. Fratele său mai mare, Aar, a murit, lăsându-l pe Diiriye moștenitor al tronului.